# Meurchin
Meurchin és un municipi francès situat al departament del Pas de Calais i a la regió dels Alts de França. L'any 2007 tenia 3.662 habitants.

## Demografia

### Població
El 2007 la població de fet de Meurchin era de 3.662 persones. Hi havia 1.381 famílies de les quals 321 eren unipersonals (119 homes vivint sols i 202 dones vivint soles), 413 parelles sense fills, 512 parelles amb fills i 135 famílies monoparentals amb fills.
La població ha evolucionat segons el següent gràfic:
Habitants censats

### Habitatges
El 2007 hi havia 1.469 habitatges, 1.400 eren l'habitatge principal de la família, 3 eren segones residències i 67 estaven desocupats. 1.327 eren cases i 138 eren apartaments. Dels 1.400 habitatges principals, 889 estaven ocupats pels seus propietaris, 471 estaven llogats i ocupats pels llogaters i 40 estaven cedits a títol gratuït; 8 tenien una cambra, 124 en tenien dues, 208 en tenien tres, 342 en tenien quatre i 717 en tenien cinc o més. 976 habitatges disposaven pel capbaix d'una plaça de pàrquing. A 647 habitatges hi havia un automòbil i a 528 n'hi havia dos o més.

### Piràmide de població
La piràmide de població per edats i sexe el 2009 era:
| Homes | Edats   | Dones |
| ----- | ------- | ----- |
| 12    | 95 o +  | 0     |
| 4     | 90 a 94 | 24    |
| 16    | 85 a 89 | 24    |
| 0     | 80 a 84 | 20    |
| 28    | 75 a 79 | 36    |
| 68    | 70 a 74 | 64    |
| 96    | 65 a 69 | 104   |
| 84    | 60 a 64 | 84    |
| 60    | 55 a 59 | 80    |
| 112   | 50 a 54 | 108   |
| 132   | 45 a 49 | 132   |
| 156   | 40 a 44 | 112   |
| 160   | 35 a 39 | 164   |
| 96    | 30 a 34 | 108   |
| 128   | 25 a 29 | 128   |
| 140   | 20 a 24 | 120   |
| 156   | 15 a 19 | 172   |
| 132   | 10 a 14 | 96    |
| 140   | 5 a 9   | 108   |
| 96    | 0 a 4   | 108   |

## Economia
El 2007 la població en edat de treballar era de 2.444 persones, 1.653 eren actives i 791 eren inactives. De les 1.653 persones actives 1.389 estaven ocupades (767 homes i 622 dones) i 264 estaven aturades (150 homes i 114 dones). De les 791 persones inactives 205 estaven jubilades, 244 estaven estudiant i 342 estaven classificades com a «altres inactius».

### Ingressos
El 2009 a Meurchin hi havia 1.406 unitats fiscals que integraven 3.711 persones, la mediana anual d'ingressos fiscals per persona era de 15.678 €.

### Activitats econòmiques
Dels 65 establiments que hi havia el 2007, 3 eren d'empreses alimentàries, 3 d'empreses de fabricació d'altres productes industrials, 10 d'empreses de construcció, 10 d'empreses de comerç i reparació d'automòbils, 5 d'empreses de transport, 7 d'empreses d'hostatgeria i restauració, 1 d'una empresa financera, 5 d'empreses immobiliàries, 12 d'entitats de l'administració pública i 9 d'empreses classificades com a «altres activitats de serveis».
Dels 19 establiments de servei als particulars que hi havia el 2009, 1 era una oficina de correu, 2 autoescoles, 1 paleta, 3 guixaires pintors, 2 fusteries, 3 lampisteries, 1 empresa de construcció, 3 perruqueries, 2 restaurants i 1 saló de bellesa.
Dels 9 establiments comercials que hi havia el 2009, 1 era una gran superfície de material de bricolatge, 3 fleques, 2 carnisseries, 1 una peixateria, 1 una botiga de material de revestiment de parets i terra i 1 una joieria.
L'any 2000 a Meurchin hi havia 5 explotacions agrícoles.

## Equipaments sanitaris i escolars
El 2009 hi havia 1 centre de salut i 1 farmàcia.
El 2009 hi havia 1 escola maternal i 1 escola elemental.

## Poblacions més properes
El següent diagrama mostra les poblacions més properes.